# 살라딘성

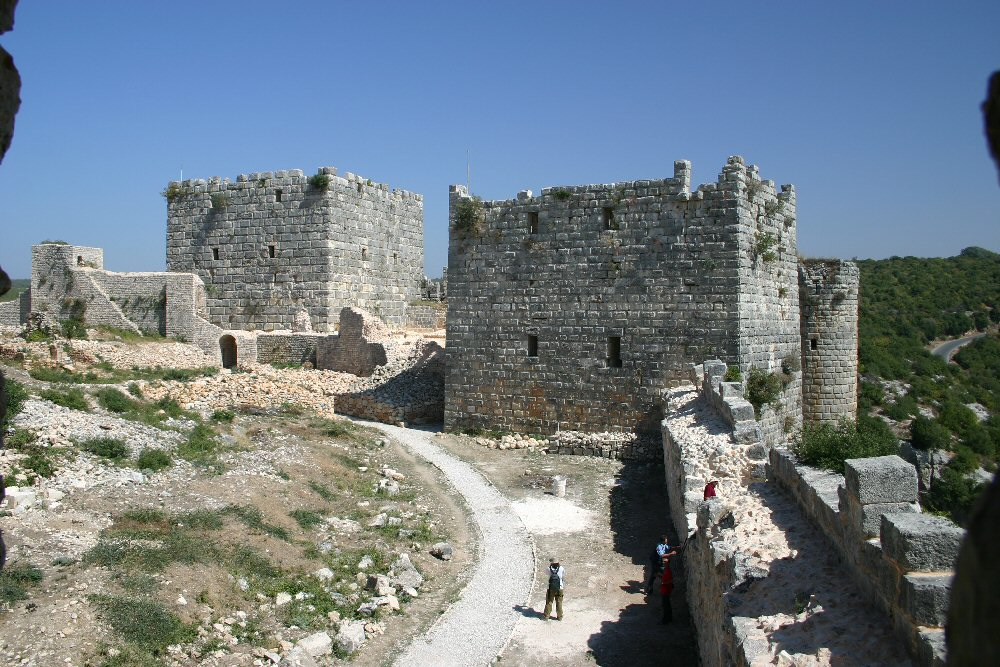

살라딘성(قلعة صلاح الدين)은 시리아 북서부에 위치한 중세의 성이다. 라타키아시에서 동쪽으로 30킬로미터 떨어진 곳에 위치해 있다. 975년에 동로마 제국 황제 요안니스 1세 치미스키스가 이 지역을 장악하였고 1108년 즈음까지 비잔틴의 통제를 받았다. 12세기 초에 프랑크인이 이 지역을 통제하였고 새로 구성된 안티오키아 공국 십자군 국가의 일부가 되었다.
2006년, 유네스코에 의해 세계유산으로 지정되었다. 시리아 정부가 소유하고 있다.

## 갤러리

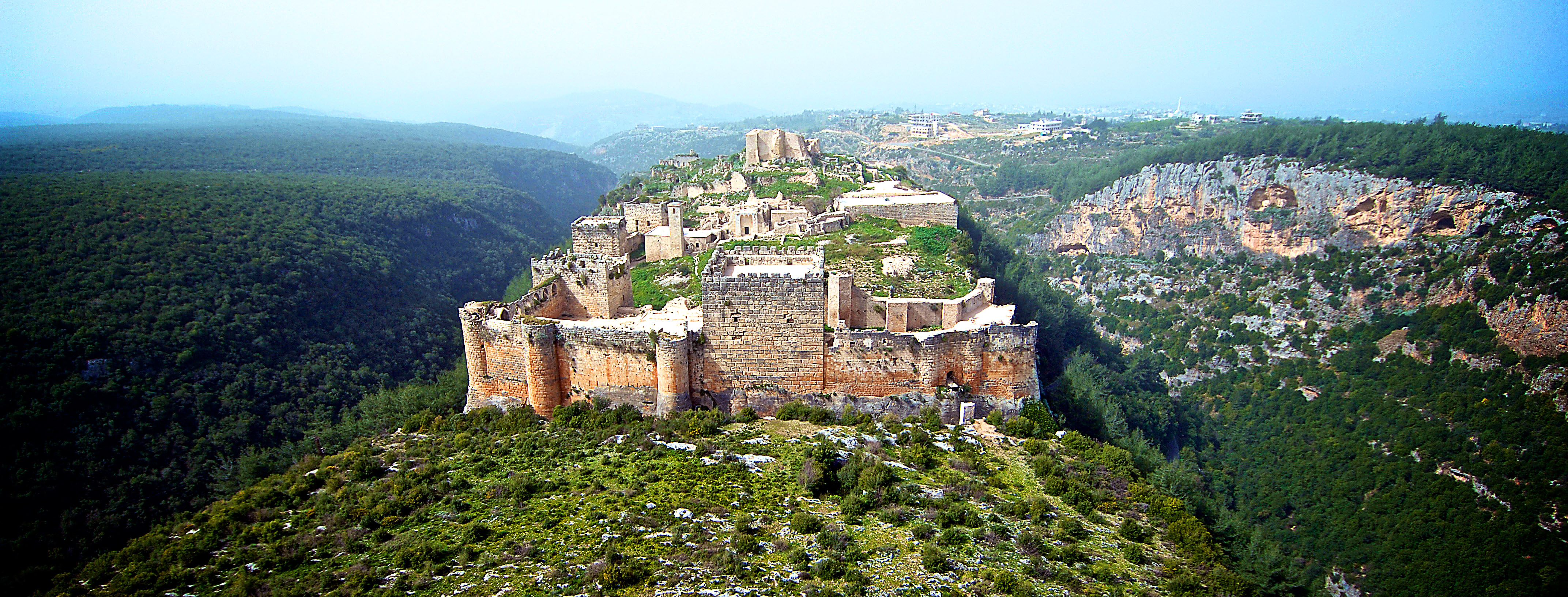
살라딘성의 파노라마 뷰.

## 같이 보기
- 위험에 처한 세계유산

## 참고 문헌
- Morray, D. W. (1995), 〈Ṣahyūn〉,   Bosworth, C.E.; van Donzel, E.; Heinrichs, W. P.; Pellat, Ch., 《The Encyclopedia of Islam》, VIII: Ned–Sam new판, Leiden and New York: Brill, 850–851쪽, ISBN 90-04-09834-8